# Quintal, Haute-Savoie
Quintal, Haute-Savoie là một xã trong tỉnh Haute-Savoie thuộc vùng Auvergne-Rhône-Alpes đông nam Pháp.